# Ronde van Frankrijk 2008/Zestiende etappe
De zestiende etappe van de Ronde van Frankrijk 2008 werd verreden op 22 juli 2008 over een afstand van 157 kilometer. Deze tweede Alpenetappe was de vierde echte bergrit en de voorlaatste kans voor de klimmers.

## Verloop

### Tussensprints
| Tussensprint Vignolo na 20,5 km |                  |        |
| Plaats                          | Naam             | Punten |
| Winnaar                         | Sylvain Chavanel | 6      |
| 2                               | George Hincapie  | 4      |
| 3                               | Bram Tankink     | 2      |

| Tussensprint Vinadio na 50,0 km |                     |        |
| Plaats                          | Naam                | Punten |
| Winnaar                         | Samuel Dumoulin     | 6      |
| 2                               | Stefan Schumacher   | 4      |
| 3                               | Christophe Le Mével | 2      |

### Bergsprints
| Beklimming Col de la Lombarde na 72,5 km | Beklimming Col de la Lombarde na 72,5 km | Beklimming Col de la Lombarde na 72,5 km | HC cat. 21,5 km à 6,9 % | HC cat. 21,5 km à 6,9 % |
| Plaats                                   | Naam                                     | Naam                                     | Punten                  |                         |
| Winnaar                                  | Stefan Schumacher                        | Stefan Schumacher                        | 20                      |                         |
| 2                                        | Christophe Le Mével                      | Christophe Le Mével                      | 18                      |                         |
| 3                                        | Thomas Voeckler                          | Thomas Voeckler                          | 16                      |                         |
| 4                                        | Jaroslav Popovytsj                       | Jaroslav Popovytsj                       | 14                      |                         |
| 5                                        | Kanstantsin Siwtsow                      | Kanstantsin Siwtsow                      | 12                      |                         |
| 6                                        | Jens Voigt                               | Jens Voigt                               | 10                      |                         |
| 7                                        | Cyril Dessel                             | Cyril Dessel                             | 8                       |                         |
| 8                                        | John-Lee Augustyn                        | John-Lee Augustyn                        | 7                       |                         |
| 9                                        | Sébastien Rosseler                       | Sébastien Rosseler                       | 6                       |                         |
| 10                                       | José Iván Gutiérrez                      | José Iván Gutiérrez                      | 5                       |                         |

| Beklimming Cime de la Bonette-Restefond na 133,5 km | Beklimming Cime de la Bonette-Restefond na 133,5 km | Beklimming Cime de la Bonette-Restefond na 133,5 km | HC cat. 25,5 km à 6,5 % | HC cat. 25,5 km à 6,5 % |
| Plaats                                              | Naam                                                | Naam                                                | Punten                  |                         |
| Winnaar                                             | John-Lee Augustyn                                   | John-Lee Augustyn                                   | 40                      |                         |
| 2                                                   | Cyril Dessel                                        | Cyril Dessel                                        | 36                      |                         |
| 3                                                   | David Arroyo                                        | David Arroyo                                        | 32                      |                         |
| 4                                                   | Jaroslav Popovytsj                                  | Jaroslav Popovytsj                                  | 28                      |                         |
| 5                                                   | Sandy Casar                                         | Sandy Casar                                         | 24                      |                         |
| 6                                                   | George Hincapie                                     | George Hincapie                                     | 20                      |                         |
| 7                                                   | Tadej Valjavec                                      | Tadej Valjavec                                      | 16                      |                         |
| 8                                                   | Kanstantsin Siwtsow                                 | Kanstantsin Siwtsow                                 | 14                      |                         |
| 9                                                   | Nicolas Portal                                      | Nicolas Portal                                      | 12                      |                         |
| 10                                                  | Stefan Schumacher                                   | Stefan Schumacher                                   | 10                      |                         |

## Uitslag
| rang | renner             | land             | ploeg                 | tijd       |
| ---- | ------------------ | ---------------- | --------------------- | ---------- |
| 1    | Cyril Dessel       | Frankrijk        | AG2R-La Mondiale      | 4u 31' 27" |
| 2    | Sandy Casar        | Frankrijk        | La Française des Jeux | z.t.       |
| 3    | David Arroyo       | Spanje           | Caisse d'Epargne      | z.t.       |
| 4    | Jaroslav Popovytsj | Oekraïne         | Silence-Lotto         | op 3"      |
| 5    | George Hincapie    | Verenigde Staten | Team Columbia         | op 24"     |
| 6    | Nicolas Portal     | Frankrijk        | Caisse d'Epargne      | z.t.       |
| 7    | Tadej Valjavec     | Slovenië         | AG2R-La Mondiale      | z.t.       |
| 8    | Stefan Schumacher  | Duitsland        | Team Gerolsteiner     | op 1' 03"  |
| 9    | Andy Schleck       | Luxemburg        | Team CSC              | op 1' 28"  |
| 10   | Bernhard Kohl      | Oostenrijk       | Team Gerolsteiner     | z.t.       |

## Strijdlustigste renner
| renner            | land      | ploeg             |
| ----------------- | --------- | ----------------- |
| Stefan Schumacher | Duitsland | Team Gerolsteiner |

## Algemeen klassement
| rang | renner                | land             | ploeg                  | tijd        |
| ---- | --------------------- | ---------------- | ---------------------- | ----------- |
|      | Fränk Schleck         | Luxemburg        | Team CSC               | 68u 30' 16" |
| 2    | Bernhard Kohl         | Oostenrijk       | Team Gerolsteiner      | op 7"       |
| 3    | Cadel Evans           | Australië        | Silence-Lotto          | op 8"       |
| 4    | Carlos Sastre         | Spanje           | Team CSC               | op 49"      |
| 5    | Denis Mensjov         | Rusland          | Rabobank               | op 1' 13"   |
| 6    | Christian Vande Velde | Verenigde Staten | Team Garmin - Chipotle | op 3' 15"   |
| 7    | Kim Kirchen           | Luxemburg        | Team Columbia          | op 3' 23"   |
| 8    | Alejandro Valverde    | Spanje           | Caisse d'Epargne       | op 4' 11"   |
| 9    | Samuel Sánchez        | Spanje           | Euskaltel-Euskadi      | op 4' 38"   |
| 10   | Tadej Valjavec        | Slovenië         | AG2R-La Mondiale       | op 5' 23"   |

## Nevenklassementen

### Puntenklassement
| rang | renner       | land      | ploeg           | punten |
| ---- | ------------ | --------- | --------------- | ------ |
|      | Óscar Freire | Spanje    | Rabobank        | 219    |
| 2    | Thor Hushovd | Noorwegen | Crédit Agricole | 172    |
| 3    | Erik Zabel   | Duitsland | Team Milram     | 167    |

### Bergklassement
| rang | renner          | land       | ploeg             | punten |
| ---- | --------------- | ---------- | ----------------- | ------ |
|      | Bernhard Kohl   | Oostenrijk | Team Gerolsteiner | 85     |
| 2    | Sebastian Lang  | Duitsland  | Team Gerolsteiner | 60     |
| 3    | Thomas Voeckler | Frankrijk  | Bouygues Télécom  | 55     |

### Jongerenklassement
| rang | renner          | land      | ploeg    | tijd        |
| ---- | --------------- | --------- | -------- | ----------- |
|      | Andy Schleck    | Luxemburg | Team CSC | 68u 39' 17" |
| 2    | Vincenzo Nibali | Italië    | Liquigas | op 0' 06"   |
| 3    | Roman Kreuziger | Tsjechië  | Liquigas | op 0' 50"   |

### Ploegenklassement
| rang | ploeg                | land       | tijd         |
| ---- | -------------------- | ---------- | ------------ |
|      | Team CSC - Saxo Bank | Denemarken | 205u 22' 34" |
| 2    | AG2R-La Mondiale     | Frankrijk  | op 4' 02"    |
| 3    | Rabobank             | Nederland  | op 43' 28"   |

1e etappe ·
2e etappe ·
3e etappe ·
4e etappe ·
5e etappe ·
6e etappe ·
7e etappe ·
8e etappe ·
9e etappe ·
10e etappe ·
11e etappe ·
12e etappe ·
13e etappe ·
14e etappe ·
15e etappe ·
16e etappe ·
17e etappe ·
18e etappe ·
19e etappe ·
20e etappe ·
21e etappe
Startlijst · Eindstanden · Afbeeldingen